# کترین بولکواک
کترین بولکواک (انگلیسی: Kathryn Bolkovac؛ زادهٔ ۱ ژانویهٔ ۲۰۰۰) یک افسر پلیس اهل ایالت نبراسکای ایالات متحده آمریکا است. او در سال ۱۹۹۹ به عنوان ناظر بر نیروهای حافظ صلح در بوسنی فعالیت می‌کرد و پس از فاش ساختن فعالیت‌های این سازمان در ارتباط با قاچاق انسان اخراج شد، عملی که در دادگاه غیرقانونی شناخته شد. فیلم افشاگر (فیلم ۲۰۱۰) بر اساس زندگی او ساخته شده است.